# Münir Özkul
Münir Özkul (* 15. August 1925 in Istanbul; † 5. Januar 2018 ebenda) war ein türkischer Schauspieler. Besondere Bekanntheit erlangte er durch seine Rolle als Mahmut Hoca in der Filmreihe Hababam Sınıfı.

## Leben und Beruf
Die künstlerische Karriere von Münir Özkul begann in einem Theater in Bakırköy, später spielte er im Stadttheater Istanbul sowie Staatstheater Ankara. 1950 bekam Özkül seine erste Rolle in einem Kinofilm (Üçüncü Selim'ın Gözdesi). Erstmals bekannt wurde er durch Muhsin Ertuğruls Verfilmung von Fareler ve İnsanlar im Jahr 1951. In den 1970ern spielte er in vielen Filmen von Ertem Eğilmez, darunter etwa Hababam Sınıfı, Mavi Boncuk und Banker Bilo. In vielen dieser Filme teilte er sich die Leinwand mit Adile Naşit.
Im Jahr 1998 wurde Özkul von Süleyman Demirel, dem damaligen Staatspräsidenten der Türkei, sowie dem Kulturministerium der Titel Devlet Sanatçısı (etwa Schauspieler staatlichen Ranges) zugesprochen. Dieser Titel wird Darstellern verliehen, die durch besondere Leistungen die türkische Kultur geprägt haben.
Özkul spielte in mehr als 400 Filmen mit. Seit 2003 litt er unter Demenz. Am 5. Januar 2018 starb Özkul im Alter von 92 Jahren in seinem Haus in Istanbul.

## Filmografie

### Filme
| - 1950: Üçüncü Selim'ın Gözdesi - 1951: Fareler ve İnsanlar - 1951: Barbaros Hayrettin Paşa - 1951: Evli Mi Bekar Mı - 1951: Lale Devri - 1951: Vatan ve Namık Kemal - 1951: Yavuz Sultan Selim Ve Yeniçeri Hasan - 1952: Edi İle Büdü - 1952: Edi İle Büdü Tiyatrocu - 1953: Balıkçı Güzeli / 1002. Gece - 1953: Halıcı Kız - 1955: Bir Aşk Hikayesi - 1955: Tuş / Bir Aşk Hikayesi - 1956: Kalbimin Şarkısı - 1956: Miras Uğrunda - 1957: Gelinin Muradı - 1958: Altın Kafes - 1958: İftira - 1959: Gurbet - 1960: Taş Bebek - 1961: Bir Bahar Akşamı - 1961: Yaman Gazeteci - 1961: Yumurcak - 1965: 65 Hüsnü - 1965: Bilen Kazanıyor - 1965: Cezmi Band 007.5 - 1965: Dokunma Bozulurum - 1965: Gönül Kuşu - 1965: Kahreden Kurşun - 1965: Kan Gövdeyi Götürdü - 1965: Kart Horoz - 1965: Senede Bir Gün - 1965: Seveceksen Yiğit Sev - 1965: Sonsuz Geceler - 1965: Yalancının Mumu - 1965: İnatçı Gelin - 1965: Şekerli Misin Vay Vay - 1965: Şoför Nebahat Bizde Kabahat - 1966: Aşkın Kanunu - 1966: Ben Bir Sokak Kadınıyım - 1966: Bir Millet Uyanıyor - 1966: Denizciler Geliyor - 1966: Fakir Bir Kız Sevdim - 1966: Seni Seviyorum - 1966: Sevgilim Bir Artistti - 1966: Ben Bir Sokak Kadınıyım - 1966: Bir Millet Uyanıyor - 1966: Denizciler Geliyor - 1966: Fakir Bir Kız Sevdim - 1966: Seni Seviyorum - 1966: Sevgilim Bir Artistti - 1967: Elveda - 1967: Sürtüğün Kızı - 1967: Yaşlı Gözler - 1967: Çifte Tabancalı Damat - 1967: Ölünceye Kadar - 1968: Artık Sevmeyeceğim - 1968: Kalbimdeki Yabancı - 1968: Kanlı Nigar - 1968: Kara Gözlüm Efkarlanma - 1968: Nilgün - 1968: Urfa İstanbul - 1968: Yayla Kartalı - 1968: İstanbul'da Cümbüş Var - 1969: Ayşecik'le Ömercik - 1969: Bana Derler Fosforlu - 1969: Boş Çerçeve - 1969: Fakir Kızı Leyla - 1969: Gelin Ayşem - 1969: Nisan Yağmuru - 1969: Sevdalı Gelin - 1969: Sevgili Babam - 1969: Uykusuz Geceler - 1970: Ali İle Veli | - 1970: Allı Yemeni - 1970: Arım, Balım, Peteğim - 1970: Berduş Kız - 1970: Bütün Aşklar Tatlı Başlar - 1970: Dikkat Kan Aranıyor - 1970: Dönme Bana Sevgilim - 1970: Hayatım Sana Feda - 1970: Kalbimin Efendisi - 1970: Kara Dutum - 1970: Küçük Hanımefendi - 1970: Pamuk Prenses Ve 7 Cüceler - 1970: Seven Ne Yapmaz - 1970: Son Kızgın Adam - 1970: Tatlı Meleğim - 1970: Yavrum - 1970: Yumruk Pazarı - 1970: Yuvasız Kuşlar - 1970: Şoför Nebahat - 1971: Ayşecik Ve Sihirli Cüceler Rüyalar Ülkesinde - 1971: Aşk Hikayesi - 1971: Aşk Uğruna - 1971: Bebek Gibi Maşallah - 1971: Beklenen Şarkı - 1971: Beyaz Kelebekler - 1971: Beyoğlu Güzeli - 1971: Donkişot Sahte Şövalye - 1971: Gönül Hırsızı - 1971: Hayat Sevince Güzel - 1971: Hayatım Senindir - 1971: Kadifeden Kesesi - 1971: Keloğlan Ve Yedi Cüceler - 1971: Senede Bir Gün - 1971: Solan Bir Yaprak Gibi - 1971: Son Hıçkırık - 1971: Tophaneli Murat - 1971: Yedi Kocalı Hürmüz - 1971: İbiş Gangsterlere Karşı - 1971: İşte Deve İşte Hendek - 1972: Aslanların Ölümü - 1972: Karamanın Koyunu - 1972: O Ağacın Altında - 1972: Sev Kardeşim - 1972: Tatlı Dillim - 1972: Tövbekar - 1972: Ver Allahım Ver - 1972: Yiğitlerin Kaderi - 1972: Üç Sevgili - 1973: Izdırap - 1973: Kaynanam Kudurdu - 1973: Niyet - 1973: Oh Olsun - 1973: Yalancı Yarim - 1973: Çulsuz Ali - 1973: Şaban İstanbul'da - 1974: Beş Tavuk Bir Horoz - 1974: Düşmanlarım Çatlasın - 1974: Gariban - 1974: Hasret - 1974: Köyden İndim Şehire - 1974: Mavi Boncuk - 1974: Salak Milyoner - 1974: Yaşar Ne Yaşar Ne Yaşamaz - 1975: Beş Milyoncuk Borç Verir Misin - 1975: Bizim Aile / Merhaba - 1975: Gece Kuşu Zehra - 1975: Gülşah - 1975: Hababam Sınıfı - 1975: Hababam Sınıfı Sınıfta Kaldı - 1976: Aile Şerefi - 1976: Hababam Sınıfı Uyanıyor - 1977: Cennetin Çocukları - 1977: Gülen Gözler - 1977: Hababam Sınıfı Tatilde | - 1978: Hababam Sınıfı Dokuz Doğuruyor - 1978: Neşeli Günler - 1979: Aşkın Gözyaşları - 1979: Erkek Güzeli Sefil Bilo - 1979: İbiş in Rüyası - 1980: Banker Bilo - 1980: Deliler Almanya'da - 1980: İbişo - 1981: Bizim Sokak - 1981: Deliler Koğuşu - 1981: Gırgıriye - 1981: Gırgıriyede Şenlik Var - 1982: Altın Kafes - 1982: Ağlayan Gülmedi mi? - 1982: Beni Unutma - 1982: Bir Yudum Mutluluk - 1982: Buyurun Cümbüşe - 1982: Gazap Rüzgarı - 1982: Görgüsüzler - 1982: Islak Mendil - 1982: Talih Kuşu - 1982: Şıngırdak Şadiye - 1983: Dostlar Sağolsun - 1983: Gırgıriyede Cümbüş Var - 1983: İlişki - 1983: Şaşkın Ördek - 1984: Geçim Otobüsü - 1984: Gırgıriyede Büyük Seçim - 1984: Kızlar Sınıfı - 1984: Çaresizim - 1984: Şaşkın Gelin - 1985: Büyük Günah - 1985: Deliye Hergün Bayram - 1985: Duyar Mısın Feryadımı - 1985: Garibim Ceylan - 1985: Muhabbet Kuşları - 1985: Palavracılar - 1985: Sarı Öküz Parası - 1985: Ya Ya Ya Şa Şa Şa - 1985: Çalınan Hayat - 1986: Alın Yazımız Bu - 1986: Ana Kucağı - 1986: Babalar da Ağlar - 1986: Dayak Cennetten Çıkma - 1986: Efkarlıyım Abiler - 1986: Ekmek Parası - 1986: Elmayı Kim Isırdı - 1986: Gülmece Güldürmece / Gelinciklerim - 1986: Kuzucuklarım - 1986: Küçük Ağam - 1986: Kızlar Sınıfı Tatilde - 1986: Melek Hanım'ın Fendi - 1986: Milyarder - 1986: Neşeye Bak Neşeye - 1986: Töre - 1987: Afife Jale - 1987: Aile Pansiyonu - 1987: Etme Bulma - 1987: Füze Nuri - 1987: Günah - 1987: Kadersiz Kullar - 1987: Kuşatma 2 / Şok - 1987: Otobüs Yolcuları / İhsaniye - Karasu - 1987: Püf Noktası - 1987: Yaşamaya Mecburum - 1987: Yıkılan Yuva / Evlat - 1987: Yıllar - 1988: A Ay - 1988: Acı Gurbet - 1988: Arabesk - 1993: Al Dudaklım - 1996: Ay Işığında Saklıdır |

### Serien
- 1979: İbiş in Rüyası
- 1984: Köşe Dönücü
- 1987: Uzaylı Zekiye
- 1991: Bir Ömrün Bedeli
- 1991: Varsayalım İsmail
- 1993: Nasreddin Hoca
- 1994: Kızlar Sınıfı
- 1997: Ana Kuzusu
- 1997: Şaban ile Şirin
- 2002: Reyting Hamdi

## Auszeichnungen
- 1967: İlhan-İskender-Preis[2]
- 1972: Antalya Goldene Orange Filmfestival: Bester männlicher Charakterdarsteller (Sev Kardeşim)[12]
- 1978: Avni-Dilligil-Preis[2]
- 1979: Ulvi-Uraz-Preis[2]
- 1991: İsmail-Dümbüllü-Preis[2]
- 1997: Altın Kelebek (Ehrenauszeichnung)[8]
- 1999: Ehrung von der Universität des 9. September[8]
- 2004: Sinema Yazarları Derneği (Ehrenauszeichnung)[13]
- 2006: International Istanbul Film Festival (Ehrenauszeichnung)[14]